# Eduard V.
Eduard V. (2. listopadu 1470, Westminster – 26. června 1483, Londýn) byl král Anglie od 9. dubna 1483 až do svého sesazení o dva měsíce později. Jeho vláda byla poznamenána vlivem jeho strýce Richarda, vévody z Gloucesteru, který ho nahradil jako Richard III. Spolu se svým mladším bratrem Richardem, vévodou z Yorku, byli posláni (údajně z důvodu zajištění jejich bezpečnosti) do Toweru. Není známo, co přesně se s nimi pak stalo, ale běžně je z jejich smrti obviňován jejich strýc Richard. Eduard nebyl, přičiněním svého strýce Richarda, korunován.

## Mládí
Eduard se narodil ve Westminsterském opatství, kde se jeho matka Alžběta ukrývala před Lancastery, kteří v té době dočasné sesadili jeho otce Eduarda IV. v době války růží. Eduardovi byl udělen titul prince z Walesu v červnu 1471, poté, co se jeho otci podařilo získat zpět anglický trůn.
Král Eduard IV. uzavřel roku 1480 dohodu s Francisem, vévodou Bretaňským, o tom, že jejich dědici – Eduard a Anna uzavřou po dovršení plnoletosti sňatek. Tyto plány nebyly vzhledem ke smrti Eduarda V. naplněny.

## Vláda
Eduard IV. zřídil radu Walesu a Marchu (pohraniční oblasti mezi Anglií a Walesem) a svého syna poslal na hrad Ludlow, aby se stal jejím prezidentem. Tam se Eduard dozvěděl o neočekávané smrti svého otce. Eduard se stal jeho následníkem 9. dubna 1483 ve věku dvanácti let, ale tato zpráva byla v Londýně zveřejněna až 11. dubna. Bratr jeho otce Richard byl pověřen funkcí protektora mladého Eduarda a jeho bratra Richarda.
Při Eduardově návratu z Walesu zajal jeho stráže a doprovodil oba prince do Londýna. Po třech měsících si Richard přisvojil trůn pro sebe. 25. června prohlásil parlament oba mladé prince za nelegitimní potomky Eduarda IV, poté, co kněz Ralph Shaa prohlásil, že před sňatkem Eduarda a Alžběty z Woodwilu sezdal Eduarda s Eleanorou Butlerovou. Tato informace učinila Eduardův a Alžbětin sňatek neplatným. Bratři Eduarda IV. Edmund a Jiří byli již mrtví, a tak se Richard stal nástupcem na anglický trůn.
Poté, co byli oba princové odvedeni do Toweru, nebyli již spatřeni. Co se událo, není jisté, ale všeobecně se má zato, že byli zavražděni a že za jejich smrt je zodpovědný buď jejich strýc Richard, nebo Richardův tehdejší spojenec (a pozdější odpůrce) Jindřich Stafford, vévoda z Buckinghamu, nebo Jindřich Tudor, který porazil Richarda III. v bitvě u Bosworthu a stal se anglickým králem.

## Odkaz
Poté, co oba princové zmizeli, objevily se otázky na jejich osud. Pokud byli zavražděni, byla tato skutečnost dobře utajena. Nejsou známky o tom, že by přežili toto období nebo že by odjeli ze země. Někteří sympatizanti Yorků ještě po bitvě u Bosworthu věřili, že jsou princové živi.
Roku 1674 při opravě Toweru byla vykopána krabice obsahující dvě malé kostry. Byly odhozeny na smetiště, ale později si někdo uvědomil, že by to mohly být kostry dvou mladých princů. Poté byly umístěny do urny a Karel II. je nařídil pohřbít ve Westminsterském opatství. Roku 1933 byly ostatky vyzvednuty, prozkoumány a znovu uloženy. Na základě prozkoumání kostí bylo možné určit pouze přibližný věk, větší kostra odpovídala věku asi 11–13 let, menší kostra věku 7–9 let. Nebylo možné určit pohlaví ani příčinu smrti.

## Nové objevy
- Shromažďuje je projekt The Missing Princes Project: jedním z jeho objevů je nález účtenek náležících Maxmiliánu I. Habsburskému, které mu zaslala Markéta z Yorku například kvůli proplacení zbraní v roce 1487 pro svého příbuzného vévodu z Yorku:‘to serve nephew – son of King Edward, late her brother (may God save his soul), [who was] expelled from his dominion.’ [2][3]
- Tim Thornton, profesor historie na University of Huddersfield objevil v roce 2024 neznámou zmínku o (ceremoniálním) řetězu náležícímu Edvardovi V.v závěti u příbuzné blízkého služebníka Richarda III.[4]